# 土豆麵筋
土豆麵筋，或稱花生麵筋，是一種中式料理，由（台語及闽南语稱作「土豆」）、麵筋加上以醬油為基底的醬料製成。大致製作過程是先將麵筋以熱水悶泡、浸軟，去油後瀝乾，再加入醬油、糖、食盐、香油等調味料一同滷到入味。
土豆麵筋在臺灣為常見罐頭食品之一，記者蔡碧月認為麵筋在早期物產缺乏時，便因富含蛋白质、美味而受大眾歡迎；1980年代後，添加香菇或花生的新吃法出現，加上藝人胡瓜代言的愛之味罐頭食品「愛之味土豆麵筋」電視廣告，使得此種罐頭知名度大增。
臺灣常以土豆麵筋搭配稀飯、白飯、湯麵等主食食用；不過營養師楊雅喬認為，土豆麵筋仍屬加工食品，不宜過量攝取。